# Lucio Turcio Aproniano
Lucio Turcio Aproniano (in latino: Lucius Turcius Apronianus; fl. 323-339) è stato un politico romano di età imperiale.
Membro della famiglia aristocratica dei Turcii, fu figlio di Lucio Turcio Secondo e padre di Lucio Turcio Aproniano Asterio e di Lucio Turcio Secondo Asterio.
Vir clarissimus, fu governatore di Lucania et Brutium nel 323; tra il 14 luglio e il 25 ottobre 339 fu praefectus urbi di Roma. Nel 350 era già morto.